# Gornji Velemerić
 Gornji Velemerić  falu Horvátországban, Károlyváros megyében. Közigazgatásilag Barilovićhoz tartozik.

## Fekvése
Károlyvárostól 10 km-re délre, községközpontjától 4 km-re északkeletre, a Martinšćak-hegy nyugati lábánál fekszik. 

## Története
A település felett magasodó Martinšćak-hegy a rajta egykor állt Szent Márton templomról kapta a nevét. A középkorban a Gorica nevet viselte és egykor róla volt elnevezve a mai Károlyváros körül elterült Gorica megye és a goricai főesperesség, melynek ez volt e székhelye. A hegyen a középkorban település is állt, melyet 1102-ben a Kálmán magyar király és a horvát nemesség között kötött egyezségben a „Pacta Conventában” említenek először. Ez alapján a szerződés alapján veszítette el a Horvát Királyság önállóságát és a magyar Szent Korona egyik országa lett. A régészeti feltárások során találtak egy ebből a korból származó kőtáblát. A Szent Márton templomot 1334-ben Ivan goricai főesperes említi először a zágrábi káptalan statútumában. A településnek 1857-ben 131, 1910-ben 199 lakosa volt. Trianon előtt Modrus-Fiume vármegye Vojnići járásához tartozott. 2011-ben 107 lakosa volt.

## Lakosság
| Lakosság változása | Lakosság változása | Lakosság változása | Lakosság változása | Lakosság változása | Lakosság változása | Lakosság változása | Lakosság változása | Lakosság változása | Lakosság változása | Lakosság változása | Lakosság változása | Lakosság változása | Lakosság változása | Lakosság változása | Lakosság változása |
| ------------------ | ------------------ | ------------------ | ------------------ | ------------------ | ------------------ | ------------------ | ------------------ | ------------------ | ------------------ | ------------------ | ------------------ | ------------------ | ------------------ | ------------------ | ------------------ |
| 1857               | 1869               | 1880               | 1890               | 1900               | 1910               | 1921               | 1931               | 1948               | 1953               | 1961               | 1971               | 1981               | 1991               | 2001               | 2011               |
| 131                | 170                | 181                | 209                | 213                | 199                | 224                | 219                | 246                | 244                | 236                | 212                | 186                | 143                | 109                | 107                |

## Nevezetességei
A Martinšćak-hegyen álló Szent Márton kápolna 1936-ban épült egy régebbi templom helyén.